# Alabagrus sanctus
Alabagrus sanctus är en stekelart som först beskrevs av Thomas Say 1836.  Alabagrus sanctus ingår i släktet Alabagrus och familjen bracksteklar. Inga underarter finns listade i Catalogue of Life.